# Universidade de Guanajuato
A Universidade de Guanajuato é a maior instituição de Ensino Médio e Ensino Superior do estado de Guanajuato, no México.
A universidade tem cerca de 31.950 estudantes, desde o bacharelado até o doutorado. São oferecidos 128 programas acadêmicos incluindo: 10 de nível médio superior, 4 de nível técnico superior, 54 licenciaturas, 18 especialidades, 30 mestrados e 12 doutorados. A universidade possui campi em nove cidades no estado. É a única instituição de ensino que aparece em uma cédula mexicana, seu edifício principal aparece na nota de mil pesos.

## História
A tradição acadêmica da Universidade de Guanajuato está enraizada desde o século XVIII; o início deste projeto educativo tem seu primeiro antecedente no Colégio de la Santísima Trinidad fundado em 1732, a iniciativa de dona Josefa Teresa de Busto y Moya, que co ajuda de membros proeminente da sociedade guanajuatense, entre os que se destacaram estava Pedro Lascuráin de Retana, criaram o colégio na casa de dona Josefa e na antiga capela dos otomís, onde atualmente se encontra o pátio de estudos do edifício central.
No ano de 1744, a petição da prefeitura da cidade de Guanajuato, o rei Filipe V emite a real cédula na qual se reconhece os esforços educativos dos fundadores, e onde se considera o colégio esteve a cargo dos religiosos da Companhia de Jesús.
As primeiras cadeiras dadas no colégio estiveram a cargo dos sacerdotes jesuítas que contaram com o apoio econômico dos mineradores da cidade; assim foi possível continuar com as construções do Colégio de la Santísima Trinidad, do qual se conta que quando dona Josefa pensava em fundar, algumas abelhas fabricaram uma colmeia no seu quarto. Desta lenda nasce o símbolo da colmeia legendária.
A expulsão dos jesuítas dos territórios da Nova Espanha, em 1767 foi o motivo pelo qual o colégio permaneceu fechado por 18 anos, e reabriu com o nome de Real Colegio de la Purísima Concepción, a cargo dos sacerdotes felipenses, conhecidos assim por conta do nome do rei Filipe.
O colégio reaberto recebeu grande impulso do último prefeito de Guanajuato, Juan Antonio de Riaño y Bárcenas, governante ilustre que proveu ao colégio cadeiras e professores, também por  introduzir as matérias de matemáticas, física, química e francês; no entanto o movimento da luta pela Independência mexicana terminou com o  projeto, assim como com a vida do prefeito que morreu na batalha de 28 de setembro de 1810 na Alhóndiga de Granaditas.
Durante a guerra da independência, a instituição se sustentou graças a entrega do presbítero Marcelino Mangas, figura emblemática do colégio que serviu como reitor, professor e encarregado de funções básicas, e que junto com um grupo de estudantes, se opôs as pretensões de Agustín de Iturbide de converter as instalações do colégio na Casa de Moneda.

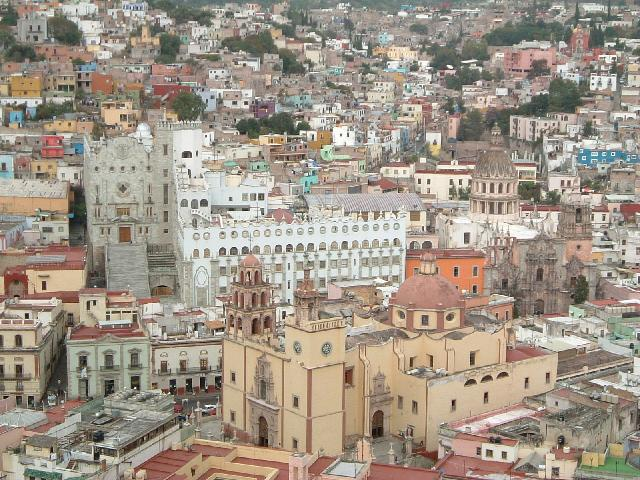
Universidade e Catedral de Guanajuato.

Marcelino Mangas é um dos personagens mais representativos do constante trabalho empreendido pelos guanajuatenses para sustentar uma instituição, em nome do progresso da juventude do estado. Com sua morte, seus restos repousam na antiga capela do colégio, atualmente salão do Conselho Geral Universitário.
Carlo Montes de Oca, primeira governador constitucional do estado, ilustre e fiel defensor dos princípios da independência, iniciou um ambicioso projeto educativo para o colégio e o estado, que com o apoio de Marcelino Mangas emitiu um decreto em 1827 no que se estabeleceu que a educação superior devia ser custeada pelo estado. Assim mesmo, assina uma projeto para ampliar e reformar o edifício, fundar uma biblioteca pública, um gabinete de física experimental, um laboratório de química e uma coleção de mineralogia.
Para estas empresas contou com o apoio da prefeitura da cidade, que cedeu sua biblioteca pública ao então chamado Colégio de la Purísima Concepción – livros que hoje se conservam na Biblioteca Armando Olivares - e respaldou a iniciativa de solicitar ao barão Alejandro von Humboldt uma coleção de fóssil para o gabinete de mineralogia, assim como uma importante coleção de livros que hoje são parte do patrimônio da universidade.
No ano de 1828 foi de suma importância: se reformam os planos de estudo; pela primeira vez se legisla sobre o terceiro ensino de educação superior; oferecem cursos de mineração, fórum de carreira agora direito, uma carreira eclesiástica e da acadêmia de pintura, escultura e arquitetura.
Os altos e baixos políticos da primeira metade do século XIX afetaram o colégio, no entanto se manteve como uma instituição estável que cumpriu com a missão principal de oferecer educação pública. Nesta época estudaram importantes protagonistas da historia do estado e do país como Manuel Doblado, Joaquín González Obregón, Octaviano Muñoz Ledo, Ponciano Burquiza, Juan Valle, Ramón Valle, José Rosas Moreno e Lucio Marmolejo, entre outros.
Com o triunfo da reforma, a escola passou por mudanças significativas, em 1870 mudou seu nome para Colégio do Estado sobre a iniciativa do governador Florencio Antillon.
Durante este período se destaca a presença do médico e naturalista francês Alfredo Dugés, fundador do gabinete de História Natural, do Jardim Botânico e autor de uma coleção de aquarelas. Outro importante personagem é Vicente Fernández científico autodidata e taxidermista, recordado pelo descobrimento de novos minerais como o chamado ‘Guanajuatita’, assim como pela instalação do primeiro observatório meteorológico do estado. Eles deixaram uma destacada coleção que hoje abriga o Museu de História Natural Alfredo Dugés da universidade, e a tradição do observatório se conserva no telhado do edifício central. Cabe recordar a herança do também cientista Severo Navia, que formo e classifico uma importante coleção de minerais, resguardados no museu de mineralogia da universidade.
Neste museu abriga uma coleção de minerais gerenciado pelo engenheiro Ponciano Aguilar, um graduado com distinção e professor do colégio, que descobriu um mineral chamado "aguilarita", seu trabalho como um construtor é preservada na barragem Esperança e no túnel Coajín, foi nomeado professor extraordinário de Física e Química da Universidade Nacional Autónoma de México UNAM e recebeu o Prêmio Internacional da Feira Mundial de Paris em 1900, com um projeto para o aproveitamento das águas do rio Lerma. Parte de seu legado está disponível na Biblioteca Armando Olivares.
A história do colégio foi consignada de maneira exaustiva por um dos ingressados e professores mais queridos, Agustín Lanuza, reconhecido por seu trabalho de investigação histórica, sua interessante obra literária e seu profissionalismo como advogado.
Em 1945, o Colégio do Estado torna-se a Universidade de Guanajuato, o primeiro conselho universitário em 16 de maio do mesmo ano. Este desenvolvimento é importante, de longe a liderança indiscutível de Armando Olivares Carrillo, que disse que a ideia de realizar uma universidade com uma ação mais social e humana, o projeto consolidado no serviço social da universidade distingue a instituição. Entre suas muitas realizações, destacamos o início dos direitos editoriais, para a qual instalou a imprensa da universidade (mesmo as funções), o protagonista de uma nova tradição cultural e artística de distinção da universidade e torná-la conhecida nacionalmente.
A Universidade de Guanajuato teve nesta fase, um aumento significativo na abertura de novas ofertas e diversas formações acadêmicas, consolidando os grandes centros de pesquisa e institutos em todas as áreas do conhecimento, além de estabelecer as políticas para alcançar grandes audiências cultural. Além disso, ampliou seu alcance para mais cidades no estado, e no presente com unidades acadêmicas e de extensão universitária em mais de 10 municípios.
Como parte desta nova tradição cultural, o reitor Antonio Torres Gómez criou em 1950 a Orquesta Sinfônica a Universidade e a escola de arte dramática, esta última embora efêmera, constituía uma base fundamental para o desenvolvimento artístico que caracteriza a instituição a nível nacional e internacional, com a realização do Cervantino entre meses que as sementes que germinaram, comparado ao Festival Internacional de Cervantes.

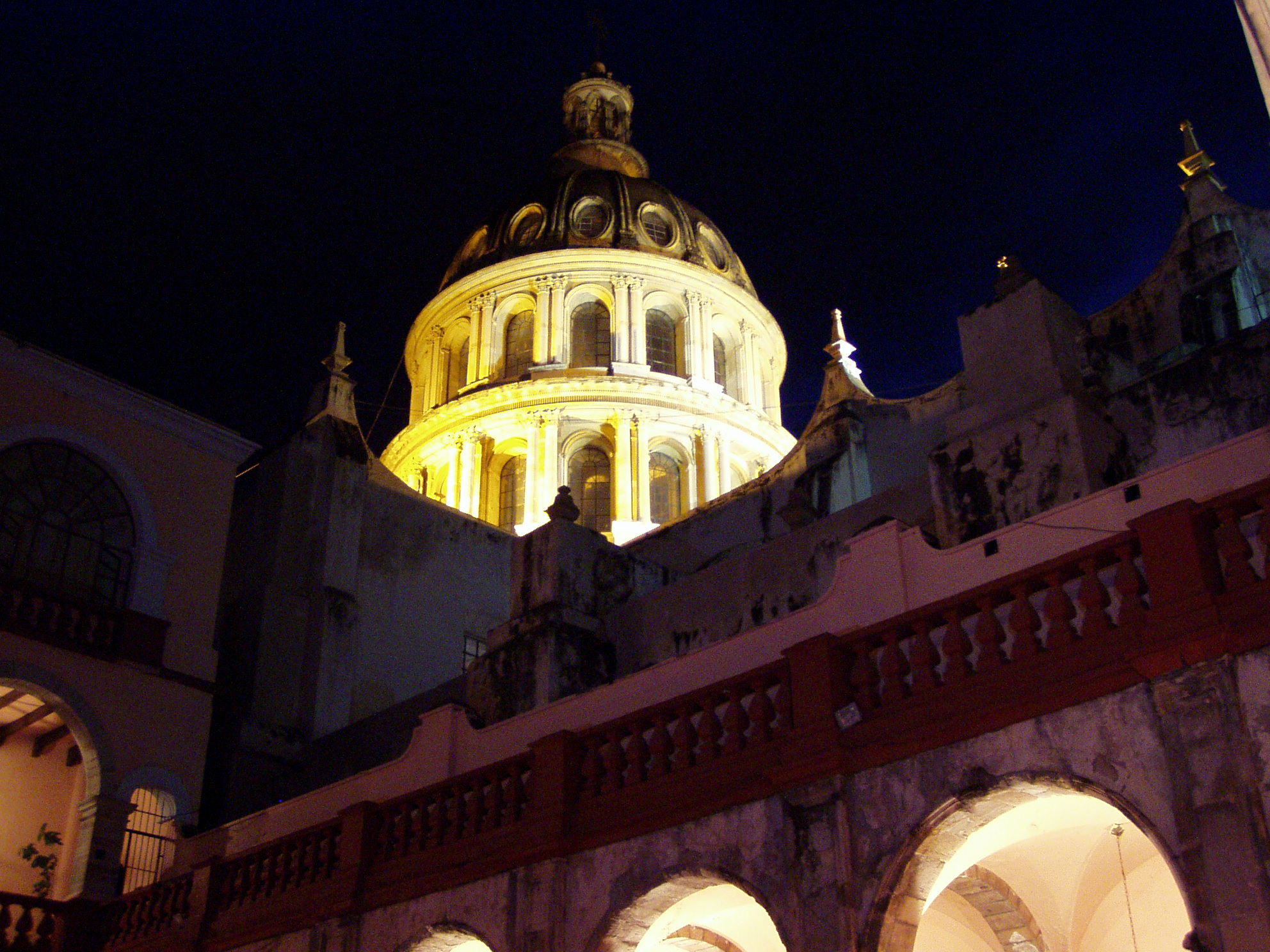
Universidade de Guanajuato a noite, pátio da antiga Faculdade de Relações Industriais.

Entre os protagonistas da vida universitária cultural da época, incluem Enrique Ruelas e Eugenio Olivares Trueba, que como presidente da universidade fundou duas instituições culturais que permanecem vanguarda da difusão cultural: o clube de cinema e rádio da universidade, também por ser o principal patrocinador do teatro universitário, que a cada ano continua a representar a começar o Cervantino na Praça de San Roque.
Em outubro de 1991, sendo o princípio orientador de mestrado Juan Carlos Romero Hicks, convocou a comunidade universitária a participar no processo de autonomia e reforma regulamentar, em 11 de maio de 1994, a LV Legislatura da Assembleia Legislativa aprovou a autonomia com que a Universidade de Guanajuato adquiriu a capacidade de e a autoridade legal da responsabilidade de governar a si mesma.
Mais tarde no pleno e responsável pela sua autonomia, a comunidade acadêmica iniciou um processo de transformação institucional que influenciaram a formação da estrutura do governo, e do modelo acadêmico, preservando os princípios e objetivos consagrados na sua missão e visão institucional.
Este processo começou formalmente em fevereiro de 2006 com a apresentação do Conselho Universitário, por parte do Dr. Arturo Lara López Reitor, da proposta de reforma de base acadêmica e administrativa, o conteúdo e o alcance foram enriquecidos pelas opiniões da comunidade universitária, os eruditos nacionais e internacionais e membros da sociedade Guanajuato.
Assim, em 16 de maio de 2006 o Conselho Universitário aprovou o Projeto de Lei Orgânica, documento que manifesta a vontade institucional de adotar um novo modelo orgânico institucional e acadêmico organizacional caracterizado por uma estrutura com vários campi, departamento de operação da matriz e do subsistema do ensino superior, bem como a integração de um nível do subsistema médio.
Em 31 de maio de 2007, a LX Legislatura Constitucional do estado aprovou por unanimidade a nova lei orgânica da Universidade de Guanajuato, atualmente em vigência. Desta maneira, a partir do ano 2009, a Universidade de Guanajuato iniciou uma nova etapa de sua história institucional.

## Cidades e campi

### Celaya
- Divisão de Ciências Sociais e Administrativas
- Divisão de Ciências da Saúde e Engenharia
- Escola de Nível Médio Superior de Celaya

### Guanajuato
- ASPAAUG
- ASTAUG
- Associação de Aposentado da Universidade de Guanajuato
- Centro de Investigações em Ciências Sociais
- Centro de Investigações Humanísticas
- Centro de Investigações em Química Orgânica
- Coordenação de Investigações Jurídicas
- Departamento de Astronomia
- Departamento de Desenho
- Escola de Economia
- Escola de Enfermagem e Obstetrícia de Guanajuato
- Escola de Idiomas
- Departamento de Música
- Escola Preparatória de Guanajuato
- Faculdade de Arquitetura
- Faculdade de Artes Plásticas
- Faculdade de Ciências Químicas
- Faculdade de Contabilidade e Administração
- Faculdade de Direito e Administração Pública
- Faculdade de Filosofia e Letras
- Faculdade de Engenharia Civil
- Faculdade de Engenharia em Geomática e Hidráulica
- Instituto de Investigações em Biologia Experimental
- Instituto de Investigações Científicas
- Instituto de Investigações em Educação
- Faculdade de Matemáticas
- Faculdade de Minas Metalurgia e Geologia
- Faculdade de Relações Industriais
- Divisão de Ciências Econômico-Administrativas (DCEA)

### Irapuato
- Instituto de Ciências Agrícolas
- Escola de Enfermagem e Obstetrícia de Irapuato
- Escola Preparatória Nível Médio Superior de Irapuato
- Escuela de genomica

### León
- Unidade Académica para a Cultura e las Artes da Universidade de Guanajuato
- Faculdade de Enfermagem e Obstetrícia de León
- Faculdade de Psicologia
- Faculdade de Medicina
- Instituto de Investigações sobre o Trabalho
- Instituto de Investigações Médicas
- Instituto de Física
- Escola de Nível Médio Superior Centro Histórico León
- Centro de Investigações em Bioética

### YuririaUriangatoMoroleón
- Campus Sul Yuriria colabora o governo municipal
- Campus México colabora o governo municipal

### Pénjamo
- Escola de Nível Médio Superior de Pénjamo

### Salamanca
- Faculdade de Engenharia Mecânica, Eletrica e Eletrônica
- Escola de Nível Médio Superior de Salamanca

### Salvatierra
- Unidade de Estudos Superiores de Salvatierra
- Escola de Nível Médio Superior de Salvatierra
- Centro de Investigações Humanísticas

### San Luis de la Paz
- Escola de Nível Médio Superior de San Luis de La Paz

### Silao
- Escola de Nível Médio Superior de Silao

### Yuriria
- Campus Sul Yuriria

## Ligações Externas
- Site da Universidade de Guanajuato